# Lužiny (metropolitana di Praga)
Lužiny è una stazione della linea B della metropolitana di Praga.

## Storia
La stazione è stata attivata l'11 novembre 1994, come parte del prolungamento della linea B tra Nové Butovice e Zličín.

## Strutture e impianti
La stazione è sotterranea ed è dotata di due binari, serviti da una banchina centrale.

## Servizi
La stazione è dotata di ascensori per le persone a mobilità ridotta.
- Biglietteria
- Servizi igienici